# Блынки
Блы́нки — деревня в Гдовском районе Псковской области России. Входит в состав Плесновской волости Гдовского района.

## География
Расположена в 26 км к востоку от Гдова и в 7 км к югу от волостного центра Плесна.

## Население
Численность населения деревни составляет на 2000 год 10 человек, по переписи 2002 года — 11 человек.